# Padiham
Padiham – miasto i civil parish w Anglii, w hrabstwie Lancashire, w dystrykcie Burnley. Leży 38 km na północ od miasta Manchester i 294 km na północny zachód od Londynu. W 2011 roku civil parish liczyła 10 098 mieszkańców.